# 南宁学院
南宁学院，原名邕江大学，2012年11月经教育部批准升格为本科院校并更名为南宁学院。学校坐落于广西壮族自治区首府南宁市。学校设有工学、管理学、文学、法学、农学等5大学科门类。

## 历史发展
- 1985年，邕江大学由中国国民党革命委员会广西壮族自治区委员会（简称民革广西区委）牵头创办。
- 2009年7月起，学院由南宁威宁资产经营有限责任公司与民革广西区委合作共办。
- 2012年11月23日，教育部下批文同意邕江大学升格为本科高校并更名为南宁学院。

## 校园概况
学校主办方筹措资金近9.7亿元兴建新校园，2011年7月，学校从北湖校区到五象新校园的整体搬迁。学校位于广西南宁市龙亭路8号，占地1296.28亩，其中建筑面积36.80万平方米。校园内有广西特色建筑风雨桥，校园环境优美。

## 院系设置
学院设有6个二级学院，39个专业，6个专业方向
- 工学院
- 信息工程学院
- 管理学院
- 人文学院
- 交通学院
- 开放教育学院

## 师生概况

### 学生
学校现有在校学院11104人，校园最大设计学生容量15000人。

### 教员
学校有教师513人。

## 对外交流
2012年9月20日，泰国孔敬府教育考察团考察南宁学院，并达成合作共识，与泰国孔敬府10所高校签订合作协议。

## 姐妹校

### 亚洲
- 马来西亚
  - 拉曼大学